# Radioactive (chanson de Marina and the Diamonds)
Pour les articles homonymes, voir Radioactive.
Pistes de Electra Heart (version deluxe)
Fear and Loathing
(12) Sex Yeah
(14)
Radioactive est une chanson de l'auteure-compositrice-interprète britannique Marina and the Diamonds. Elle est sortie le 30 septembre 2011 en tant que single promotionnel  d’Electra Heart, le second album studio de la chanteuse. Le titre n'est cependant présent que sur la version deluxe et la version américaine de l'album.